# Јаз сиромаштва
Јаз сиромаштва је проценат бруто националног дохотка потребан да се доходак сиромашних изједначи са линијом сиромаштва, под претпоставком добре усмерености социјалне помоћи сиромашним.